# Венвилль, Малькольм
Малкольм Венвилль (англ. Malcolm Venville) — британский кинорежиссёр, ставший известным благодаря фильму «Криминальная фишка от Генри».

## Биография
Первый короткий фильм снял в 1997 году. В полнометражном кино дебютировал в 2009 году, сняв фильм «44 дюйма». Его вторая полнометражная картина, «Криминальная фишка от Генри», принесла ему большую известность.

## Увлечения
Увлекается фотографией и в 2009 году выпустил книгу фотографий англ. Lucha Loco с портретами мексиканских рестлеров.

## Фильмография

### Полнометражные фильмы
- 2009 — 44 дюйма  / 44 Inch Chest
- 2011 — Криминальная фишка от Генри / Henry's Crime

### Короткометражные фильмы
- 1997 — Немое кино / Silent Film
- 1997 — Вспоминая сестру Рут / Remembering Sister Ruth